# Gianni Di Marzio
Giovanni Di Marzio, detto Gianni (Napoli, 8 gennaio 1940 – Padova, 22 gennaio 2022), è stato un allenatore di calcio, dirigente sportivo e commentatore televisivo italiano.
Ha allenato in Serie A il Catanzaro e successivamente il Napoli e il Catania, tra gli anni settanta e ottanta.

## Biografia
Inizia a scrivere mentre è ancora nel pieno della carriera di allenatore, curando una rubrica su l'Unità.
Inoltre, è stato opinionista di RMC Sport Network, di TMW Radio Sport e della radio napoletana Radio Marte.
È morto il 22 gennaio 2022 a Padova all'età di 82 anni: ad annunciarlo, tramite i social network, è stato il figlio Gianluca, giornalista sportivo e volto televisivo di Sky Sport esperto di calciomercato.

## Carriera

### Allenatore
Ha smesso presto, ad appena 25 anni, di giocare a causa di un infortunio.
Gianni Di Marzio nel 1965, dopo l'infortunio, ad appena 25 anni ha iniziato ad allenare la Polisportiva Sanfeliciana a San Felice a Cancello (Caserta) portando la squadra, in appena tre anni, dalla Seconda categoria al campionato di Eccellenza.
Come allenatore subentrò in un primo momento ad Arnaldo Sentimenti alla guida dell'Internapoli, debuttando nell'allora Serie C nell'1-1 contro il Chieti, con un gol in rimonta di Wilson.

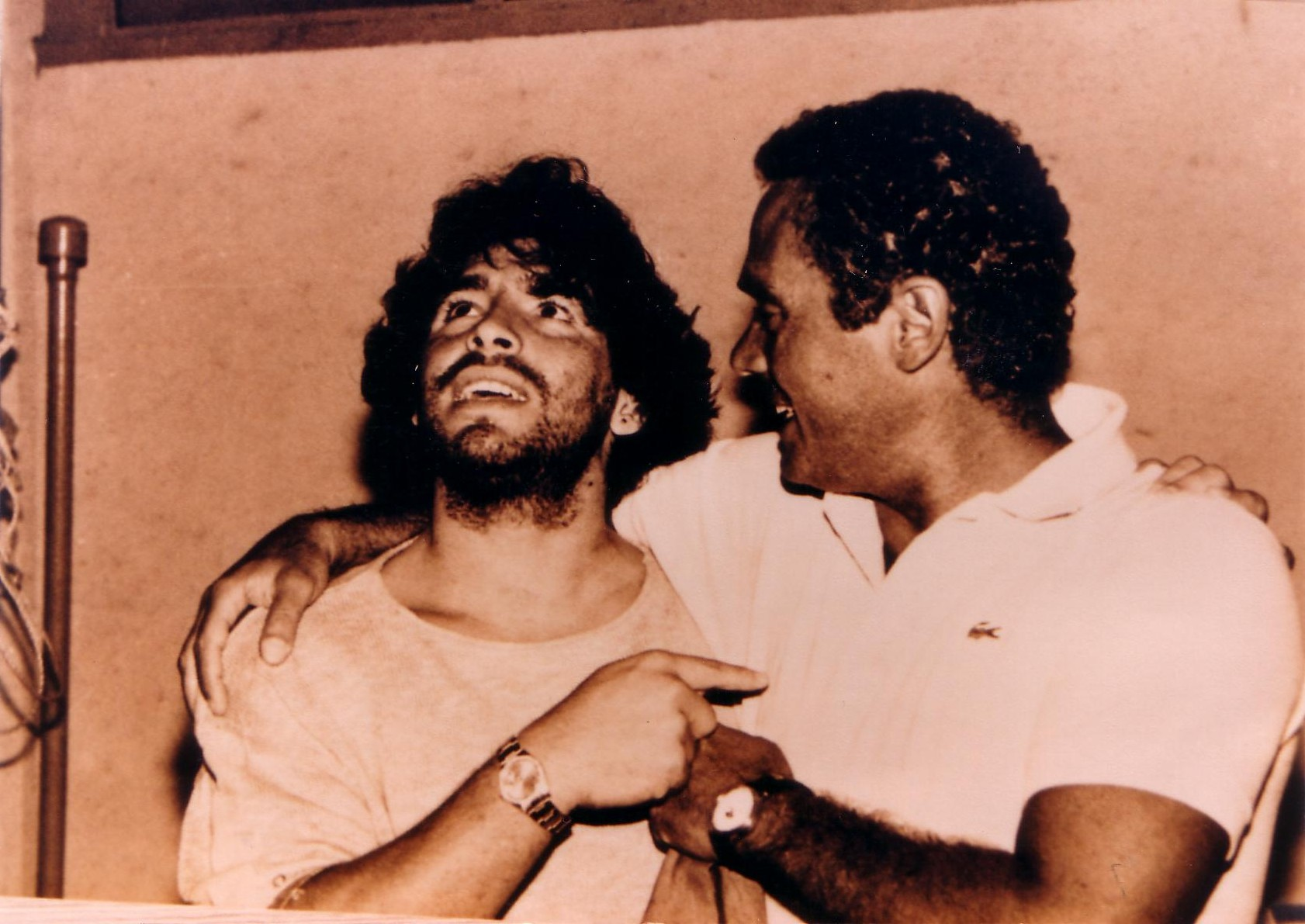
Diego Armando Maradona e Gianni Di Marzio

Passò poi alla Nocerina, instaurando una squadra di giovani provenienti dalla primavera del Napoli, però fu al centro di polemiche con il locale ambiente sportivo, ma nonostante ciò disputò un bel campionato e si qualificò al secondo posto,, alla Juve Stabia e al Brindisi, dove sostituì Luís Vinício. I maggiori successi in carriera Di Marzio li ha ottenuti allenando il Catanzaro col quale inizialmente perse lo spareggio promozione per la Serie A nel 1975 contro l'Hellas Verona a Terni (0-1), per poi conquistare la promozione, seconda della storia del club calabrese, nella stagione successiva.
Dal 1977 al 1979 è al Napoli, dove ottiene il quinto posto in classifica, piazzamento UEFA, perdendo una finale di Coppa Italia a Roma contro l'Inter. È costretto a lasciare durante la seconda stagione a favore di Luís Vinício.
Nel 1978 iniziò una collaborazione domenicale con il quotidiano L'Unità, commentando la giornata calcistica che stava per iniziare ed esprimendo le proprie previsioni sui risultati.
Dal 1979-1980 ha allenato il Genoa in Serie B.
Dal 1980 al 1982 allena il Lecce in Serie B. È stato l'allenatore che ha portato il Catania in Serie A nel 1982-1983 ed è rimasto in panchina fino alla 12ª giornata del 1983-1984, sostituito da Giovan Battista Fabbri. Nell'annata 1984-85 siede sulla panchina del Padova in Serie B. Ha allenato il Cosenza, con cui nel 1987-1988 ha centrato la promozione in Serie B, attesa da ventiquattro anni. Nella Serie B 1989 1990, a dicembre, torna a guidare il Cosenza, sostituendo l'esonerato Gigi Simoni, ottenendo la salvezza all'ultima giornata (0-0 sul campo della Triestina), grazie anche alla classifica avulsa. Confermato per la Serie B 1990-1991 sulla panchina del Cosenza, è esonerato a inizio novembre e sostituito da Reja.
Durante la sua carriera ha ricevuto per due volte il premio Seminatore d'oro, assegnato al migliore allenatore della stagione di ogni categoria e che successivamente ha preso il nome di Panchina d'oro: il primo gli è stato consegnato per l'annata 1971-1972 con la Nocerina in Serie C e il secondo come allenatore del Catanzaro in Serie B nell'anno 1975-1976.
Il 4 giugno 2015 ritira ad Amalfi il Premio Saraceno nell'ambito della kermesse Football Leader, organizzata dall'Associazione Italiana Allenatori Calcio.

### Dirigente
Con il Cosenza ha lavorato negli anni successivi come direttore sportivo. Da direttore sportivo ha lavorato anche con il Venezia del presidente Maurizio Zamparini dal 1996 al 1998, con il club veneto che riconquistava la Serie A dopo oltre trent'anni. È stato responsabile dell'area estera della Juventus dal 2001 al 2006.
Dal 2011 al 2016 ha collaborato con la società inglese del Queens Park Rangers come consulente di mercato.
Dal 7 aprile 2016 è entrato a far parte dello staff dirigenziale del Palermo in qualità di consulente personale del presidente Maurizio Zamparini. Ha avuto il compito, tra gli altri, di provvedere alla valutazione tecnica della rosa della Prima Squadra nel finale del campionato 2015-16 e nella successiva stagione sportiva.

## Statistiche

### Statistiche da allenatore
| Stagione         | Squadra          | Campionato       | Campionato | Campionato | Campionato | Campionato | Coppe nazionali | Coppe nazionali | Coppe nazionali | Coppe nazionali | Coppe nazionali | Coppe continentali | Coppe continentali | Coppe continentali | Coppe continentali | Coppe continentali | Altre coppe | Altre coppe | Altre coppe | Altre coppe | Altre coppe | Totale | Totale | Totale | Totale | % Vittorie |
| Stagione         | Squadra          | Comp             | G          | V          | N          | P          | Comp            | G               | V               | N               | P               | Comp               | G                  | V                  | N                  | P                  | Comp        | G           | V           | N           | P           | G      | V      | N      | P      | %          |
| ---------------- | ---------------- | ---------------- | ---------- | ---------- | ---------- | ---------- | --------------- | --------------- | --------------- | --------------- | --------------- | ------------------ | ------------------ | ------------------ | ------------------ | ------------------ | ----------- | ----------- | ----------- | ----------- | ----------- | ------ | ------ | ------ | ------ | ---------- |
| 1971-1972        | Nocerina         | D                | 34         | 19         | 9          | 6          | -               | -               | -               | -               | -               | -                  | -                  | -                  | -                  | -                  | -           | -           | -           | -           | -           | 34     | 19     | 9      | 6      | 55,88      |
| 1972-1973        | Juve Stabia      | D                | 38         | 14         | 14         | 10         | CI-S            | 7               | 2               | 5               | 0               | -                  | -                  | -                  | -                  | -                  | -           | -           | -           | -           | -           | 45     | 16     | 19     | 10     | 35,56      |
| 1973-feb. 1974   | Brindisi         | B                | 20         | 6          | 9          | 5          | CI              | 4               | 2               | 1               | 1               | -                  | -                  | -                  | -                  | -                  | -           | -           | -           | -           | -           | 24     | 8      | 10     | 6      | 33,33      |
| 1974-1975        | Catanzaro        | B                | 38+1       | 13         | 19         | 6+1        | CI              | 4               | 0               | 2               | 2               | -                  | -                  | -                  | -                  | -                  | -           | -           | -           | -           | -           | 43     | 13     | 21     | 9      | 30,23      |
| 1975-1976        | Catanzaro        | B                | 38         | 16         | 13         | 9          | CI              | 4               | 1               | 1               | 2               | -                  | -                  | -                  | -                  | -                  | -           | -           | -           | -           | -           | 42     | 17     | 14     | 11     | 40,48      |
| 1976-1977        | Catanzaro        | A                | 30         | 7          | 7          | 16         | CI              | 4               | 1               | 1               | 2               | -                  | -                  | -                  | -                  | -                  | -           | -           | -           | -           | -           | 34     | 8      | 8      | 18     | 23,53      |
| 1977-1978        | Napoli           | A                | 30         | 8          | 14         | 8          | CI              | 11              | 7               | 2               | 2               | -                  | -                  | -                  | -                  | -                  | -           | -           | -           | -           | -           | 41     | 15     | 16     | 10     | 36,59      |
| lug.-ago. 1978   | Napoli           | A                | 2          | 1          | 0          | 1          | CI              | 4               | 2               | 2               | 0               | CU                 | 2                  | 0                  | 1                  | 1                  | -           | -           | -           | -           | -           | 8      | 3      | 3      | 2      | 37,50      |
| Totale Napoli    | Totale Napoli    | Totale Napoli    | 32         | 9          | 14         | 9          |                 | 15              | 9               | 4               | 2               |                    | 2                  | 0                  | 1                  | 1                  |             | -           | -           | -           | -           | 49     | 18     | 19     | 12     | 36,73      |
| 1979-1980        | Genoa            | B                | 38         | 11         | 16         | 11         | CI              | 4               | 2               | 1               | 1               | -                  | -                  | -                  | -                  | -                  | -           | -           | -           | -           | -           | 42     | 13     | 17     | 12     | 30,95      |
| nov. 1980-1981   | Lecce            | B                | 29         | 9          | 12         | 8          | CI              | 0               | 0               | 0               | 0               | -                  | -                  | -                  | -                  | -                  | -           | -           | -           | -           | -           | 29     | 9      | 12     | 8      | 31,03      |
| 1981-1982        | Lecce            | B                | 38         | 10         | 17         | 11         | CI              | 4               | 0               | 4               | 0               | -                  | -                  | -                  | -                  | -                  | -           | -           | -           | -           | -           | 42     | 10     | 21     | 11     | 23,81      |
| Totale Lecce     | Totale Lecce     | Totale Lecce     | 67         | 19         | 29         | 19         |                 | 4               | 0               | 4               | 0               |                    | -                  | -                  | -                  | -                  |             | -           | -           | -           | -           | 71     | 19     | 33     | 19     | 26,76      |
| 1982-1983        | Catania          | B                | 38+2       | 14+1       | 17+1       | 7          | CI              | 5               | 2               | 2               | 1               | -                  | -                  | -                  | -                  | -                  | -           | -           | -           | -           | -           | 45     | 17     | 20     | 8      | 37,78      |
| lug.-dic. 1983   | Catania          | A                | 12         | 1          | 4          | 7          | CI              | 5               | 1               | 2               | 2               | -                  | -                  | -                  | -                  | -                  | -           | -           | -           | -           | -           | 17     | 2      | 6      | 9      | 11,76      |
| Totale Catania   | Totale Catania   | Totale Catania   | 50+2       | 15+1       | 21+1       | 14         |                 | 10              | 3               | 4               | 3               |                    | -                  | -                  | -                  | -                  |             | -           | -           | -           | -           | 62     | 19     | 26     | 17     | 30,65      |
| nov. 1984-1985   | Padova           | B                | 30         | 5          | 17         | 8          | CI              | 0               | 0               | 0               | 0               | -                  | -                  | -                  | -                  | -                  | -           | -           | -           | -           | -           | 30     | 5      | 17     | 8      | 16,67      |
| gen.-giu. 1987   | Cosenza          | C1               | 17         | 6          | 8          | 3          | CI-C            | ?               | ?               | ?               | ?               | -                  | -                  | -                  | -                  | -                  | -           | -           | -           | -           | -           | 17     | 6      | 8      | 3      | 35,29      |
| 1987-1988        | Cosenza          | C1               | 34         | 15         | 15         | 4          | CI+CI-C         | 5+4             | 0+2             | 2+1             | 3+1             | -                  | -                  | -                  | -                  | -                  | -           | -           | -           | -           | -           | 43     | 17     | 18     | 8      | 39,53      |
| ott. 1988-1989   | Catanzaro        | B                | 31         | 7          | 14         | 10         | CI              | 0               | 0               | 0               | 0               | -                  | -                  | -                  | -                  | -                  | -           | -           | -           | -           | -           | 31     | 7      | 14     | 10     | 22,58      |
| Totale Catanzaro | Totale Catanzaro | Totale Catanzaro | 137+1      | 43         | 53         | 41+1       |                 | 12              | 2               | 4               | 6               |                    | -                  | -                  | -                  | -                  |             | -           | -           | -           | -           | 150    | 45     | 57     | 48     | 30,00      |
| dic. 1989-1990   | Cosenza          | B                | 23         | 7          | 9          | 7          | CI              | 0               | 0               | 0               | 0               | -                  | -                  | -                  | -                  | -                  | -           | -           | -           | -           | -           | 23     | 7      | 9      | 7      | 30,43      |
| lug.-ott. 1990   | Cosenza          | B                | 8          | 1          | 3          | 4          | CI              | 4               | 1               | 0               | 3               | -                  | -                  | -                  | -                  | -                  | -           | -           | -           | -           | -           | 12     | 2      | 3      | 7      | 16,67      |
| Totale Cosenza   | Totale Cosenza   | Totale Cosenza   | 82         | 29         | 35         | 18         |                 | 13              | 3+              | 3+              | 7+              |                    | -                  | -                  | -                  | -                  |             | -           | -           | -           | -           | 95     | 32     | 38     | 25     | 33,68      |
| ott. 1991-1992   | Palermo          | B                | 31         | 10         | 11         | 10         | CI              | 0               | 0               | 0               | 0               | -                  | -                  | -                  | -                  | -                  | -           | -           | -           | -           | -           | 31     | 10     | 11     | 10     | 32,26      |
| Totale carriera  | Totale carriera  | Totale carriera  | 562        | 181        | 229        | 152        |                 | 69              | 23+             | 26+             | 20+             |                    | 2                  | 0                  | 1                  | 1                  |             | -           | -           | -           | -           | 633    | 204    | 256    | 173    | 32,23      |

## Palmarès

### Individuale
- Seminatore d'oro: 2

1971-1972 - Serie C
1975-1976 - Serie B